# E. A. Wallis Budge
Ernest Alfred Thompson Wallis Budge (Cornualha, 27 de Julho de 1857 - 23 de Novembro de 1934) foi um arqueólogo britânico. Realizou escavações no Egito, Sudão e Mesopotâmia. Durante 27 anos dirigiu o departamento de antiguidades asiáticas e egípcias do Museu Britânico.
Escreveu as obras Os Deuses do Egito e Literatura dos Antigos Egípcios
Entre as obras publicadas por Budge que foram traduzidas para português estão "A Versão Babilônica sobre o Dilúvio e a Epopeia de Gilgamesh", "A Ideia dos Egípcios sobre a Vida Futura", "A Magia Egípcia: Pedras, Amuletos, Fórmulas, Nomes e Cerimônias Mágicas" e "O Livro Egício dos Mortos".
Foi responsável pela descoberta das Seis Múmias pré-dinásticas de Guebeleim, as múmias mais antigas já descobertas, entre elas Ginger, que está exposta no Museu Britânico desde 1901.

## Publicações
- 1885. The Sarcophagus of Anchnesraneferab queen of Ahmes II, king of Egypt about 564-526 BC, Whiting, Londres;
- 1889. Easy Lessons in Egyptian Hieroglyphics with Sign List., Londres; 2nd ed. c. 1910. Egyptian Language: Easy Lessons in Egyptian Hieroglyphics with Sign List. Londres: Kegan Paul, Trench, Trübner & Company, Limited. (Reimpreso: London: Routledge and Kegan Paul Limited, 1966; Reimpreso: New York: Dover Publications, 1983)
- 1893. The Book of Governors: The Historia Monastica of Thomas, Bishop of Margâ, A. D. 840;
- 1894. The Mummy, University press, Cambridge;
- 1895. The book of the dead, el papiro de Ani en el British Museum, Londres;
- 1896. Some account of the collection of egyptian antiquities in the possession of lady Meux, Harrison, Londres;
- 1895. The Book of the Dead: The Papyrus of Ani in the British Museum; the Egyptian Text with Interlinear Transliteration and Translation, a Running Translation, Introduction, etc., British Museum, Londres; (Reimpreso: New York: Dover Publications, 1967)
- 1899. Egyptian Magic. Kegan Paul, Londres. (Reimpreso: New York, Citadel Press, 1997)
- 1900. Egyptian Religion. Londres. (Reimpreso: New York, Bell Publishing, 1959)
- 1904. The Gods of the Egyptians, or, Studies in Egyptian Mythology, Methuen & Co. ltd., Londres;
- 1905. The Egyptian Heaven and Hell, Kegan Paul, Trench, Trübner & Company, Limited, Londres; (Reimpreso: New York: Dover Publications, 1996)
- 1907. The Egyptian Sudan, Its History and Monuments. Kegan Paul, Londres; (Reimpreso: New York, AMS Press, 1976).
- 1908. The Book of the Kings of Egypt, or, The Ka, Nebti, Horus, Suten Bȧt, and Rā Names of the Pharaohs with Transliterations, from Menes, the First Dynastic King of Egypt, to the Emperor Decius, with Chapters on the Royal Names, Chronology, etc., Kegan Paul, Trench, Trübner & Company, Limited., Londres; (Reimpreso: New York: AMS Press, 1976)
- 1911. Osiris and the Egyptian Resurrection, Illustrated after Drawings from Egyptian Papyri and Momuments, P. L. Warner, Londres; (Reimpreso: New York: Dover Publications, 1973)
- 1914. The literature of the ancient egyptians, J.M. Dent and sons, Londres;
- 1920. An Egyptian Hieroglyphic Dictionary, With an Index of English Words, King List and Geographical List with Index, List of Hieroglyphic Characters, Coptic and Semitic Alphabets, etc., John Murry, Londres; (Reimpreso: New York: Dover Publications, 1978)
- 1923. Tutankhamen, amenism, atenism and egyptian monotheism with hieroglyphic texts of hymns to Amen and Aten, Londres;
- 1925. The Mummy: A Handbook of Egyptian Funerary Archaeology, Cambridge University Press.
- 1928. The Divine Origin of the Craft of the Herbalist. London, The Society of Herbalists (Reimpreso: New York, Dover Books, 1996)
- 1928. A History of Ethiopia: Nubia and Abyssinia. (Reimpreso: Oosterhout, the Netherlands: Anthropological Publications, 1970)
- 1929. The Rosetta Stone in the British Museum: The Greek, Demotic and Hieroglyphic Texts of the Decree Inscribed on the Rosetta Stone Conferring Additional Honours on Ptolemy V Epiphanes (203–181 BC) with English Translations and a Short History of the Decipherment of the Egyptian Hieroglyphs, and an Appendix Containing Translations of the Stelae of Ṣân (Tanis) and Tall al-Maskhûṭah. London: The Religious Tract Society. (Reimpreso: New York: Dover Publications, 1989)
- 1932a. The Chronicle of Gregory Abû'l Faraj, 1225–1286, the Son of Aaron, the Hebrew Physcian, Commonly Known as Bar Hebraeus; Being the First Part of His Political History of the World, Translated from Syriac. 2 vols. London: Oxford University Press. (Reimpreso: Ámsterdam: Apa-Philo Press, 1976)
- 1932b. The Queen of Sheba and Her Only Son, Menyelek (I); Being the "Book of the Glory of Kings" (Kebra Nagast), a Work Which is Alike the Traditional History of the Establishment of the Religion of the Hebrews in Ethiopia, and the Patent of Sovereignty Which is Now Universally Accepted in Abyssinia as the Symbol of the Divine Authority to Rule Which the Kings of the Solomonic Line Claimed to Have Received Through Their Descent from the House of David; Translated from the Ethiopic. 2nd ed. 2 vols. London: Oxford University Press.
- 1934. From Fetish to God in Ancient Egypt. Oxford University Press (Reimpreso: New York, Dover Books, 1988)